# Шибалинська сільська рада
Ши́балинська сільська́ ра́да — адміністративно-територіальна одиниця та орган місцевого самоврядування в Бережанському районі Тернопільської області. Адміністративний центр — село Шибалин.

## Загальні відомості
- Територія ради: 35,397 км²
- Населення ради: 1 579 осіб (станом на 2001 рік)

## Населені пункти
Сільській раді підпорядковані населені пункти:
- с. Шибалин
- с. Комарівка

## Історія
Село Комарівка раніше утворювало окрему сільську раду, згодом дві адміністративно-територіальні одиниці було об'єднано.

## Географія
Територією ради протікає річка Ценівка.
На території сільради розташований загальнозоологічний заказник місцевого значення «Звіринець».

## Склад ради
Рада складається з 16 депутатів та голови.
- Голова ради: Сеньчик Петро Михайлович
- Секретар ради: Дудар Ольга Тадеївна

### Керівний склад попередніх скликань
| Прізвище, ім'я, по батькові | Основні відомості                                                                 | Дата обрання | Дата звільнення |
| --------------------------- | --------------------------------------------------------------------------------- | ------------ | --------------- |
| Павук Василь Генадієвич     | Сільський голова, 1967 року народження, член Всеукраїнського об'єднання «Свобода» | 26.03.2006   | 31.10.2010      |
| Сеньчик Петро Михайлович    | Сільський голова, 1970 року народження, освіта вища, безпартійний                 | 31.10.2010   |                 |

Примітка: таблиця складена за даними сайту Верховної Ради України

### Депутати
За результатами місцевих виборів 2010 року депутатами ради стали:

#### За суб'єктами висування
| Суб'єкт висування                                   | Кількість обраних депутатів | %  |
| --------------------------------------------------- | --------------------------- | -- |
| Самовисування                                       | 12                          | 75 |
| Політична партія Всеукраїнське об'єднання «Свобода» | 4                           | 25 |

#### За округами
| № округу                                            | Прізвище, ім'я, по батькові      | Дата визнання обраним | Освіта             | Партійна приналежність                    | Відомості про обраного депутата                                         |
| --------------------------------------------------- | -------------------------------- | --------------------- | ------------------ | ----------------------------------------- | ----------------------------------------------------------------------- |
| Політична партія Всеукраїнське об'єднання «Свобода» |                                  |                       |                    |                                           |                                                                         |
| 9                                                   | Баран Іван Васильович            | 02.11.2010            | середня            | член Всеукраїнського об'єднання «Свобода» | тимчасово не працює                                                     |
| 14                                                  | Статкевич Ігор Ярославович       | 02.11.2010            | середня            | позапартійний                             | БАТІ, столяр                                                            |
| 15                                                  | Чижевський Іван Михайлович       | 02.11.2010            | середня спеціальна | член Всеукраїнського об'єднання «Свобода» | тимчасово не працює                                                     |
| 16                                                  | Здирко Ігор Ярославович          | 02.11.2010            | вища               | позапартійний                             | Тернопільський національний технічний університет ім. І. Пулюя, студент |
| Самовисування                                       |                                  |                       |                    |                                           |                                                                         |
| 1                                                   | Романовська Надія Степанівна     | 02.11.2010            | вища               | позапартійна                              | в/ч — А −1461, службовець                                               |
| 2                                                   | Коштела Володимир Ігорович       | 02.11.2010            | вища               | позапартійний                             | тимчасово не працює                                                     |
| 3                                                   | Волошин Ярослав Михайлович       | 02.11.2010            | вища               | позапартійний                             | Шибалинська загальноосвітня школа І-ІІ ст., директор                    |
| 4                                                   | Івашко Марія Василівна           | 02.11.2010            | середня спеціальна | позапартійна                              | Шибалинська сільська рада, інспектор по земельних питаннях              |
| 5                                                   | Соляр Василь Павлович            | 02.11.2010            | вища               | позапартійний                             | тимчасово не працює                                                     |
| 6                                                   | Кіндрацький Володимир Іванович   | 02.11.2010            | вища               | позапартійний                             | тимчасово не працює                                                     |
| 7                                                   | Качмарик Галина Йосипівна        | 02.11.2010            | середня спеціальна | позапартійна                              | фельдшерсько-акушерський пункт с. Шибалин, молодший мед.працівник       |
| 8                                                   | Здирко Тарас Іванович            | 02.11.2010            | вища               | позапартійний                             | Тернопільський національний економічний університет, студент            |
| 10                                                  | Дудар Ольга Тадеївна             | 02.11.2010            | вища               | позапартійна                              | Шибалинська сільська ражда, секретар                                    |
| 11                                                  | Осьмак Роман Михайлович          | 02.11.2010            | вища               | позапартійний                             | БАТІ, студент                                                           |
| 12                                                  | Качмарик Степан Петрович         | 02.11.2010            | середня            | позапартійний                             | тимчасово не працює                                                     |
| 13                                                  | Гайдукевич Володимир Олексійович | 02.11.2010            | середня            | позапартійний                             | тимчасово не працює                                                     |